# 前910年代
| 千纪： | 前1千纪 |
| 世纪： | 前11世纪 \| 前10世纪 \| 前9世纪                                                                            |
| 年代： | 前940年代 \| 前930年代 \| 前920年代 \| 前910年代 \| 前900年代 \| 前890年代 \| 前880年代                    |
| 年份： | 前919年 \| 前918年 \| 前917年 \| 前916年 \| 前915年 \| 前914年 \| 前913年 \| 前912年 \| 前911年 \| 前910年 |

## 重要事件及趋势
- 大体相当于周穆王、周共王时期

## 重要人物
- 羅波安，犹大王国的首任君主
- 亞比央，犹大王国的第二任君主
- 亞撒，犹大王国的第三任君主
- 耶羅波安一世，以色列國王分裂後首任君主
- 亚述-丹二世，亚述国王
- 阿达德尼拉里二世，亚述国王
- 沙马什·姆达米克，巴比伦国王。
- 亚基斯一世，斯巴达国王
- 麦加克勒斯，雅典政治家